# Сексказка
«СекСка́зка» — советская мистическая мелодрама режиссёра Елены Николаевой по мотивам рассказа Владимира Набокова «Сказка». Фильм вышел в 1991 году.

## Сюжет
Макс — молод, беден, закомплексован, мечтает о настоящей любви. В ночь под Рождество встречает женщину, которая представляется сатаной в женском воплощении. Диана предлагает Максу игру, на кону которой — все завоёванные им девушки. Одно условие: по состоянию на полночь число избранниц должно быть нечётным. Макс условие принимает и за пять минут до двенадцати в его арсенале — пять покорённых дам.

## В ролях
- Людмила Гурченко — Диана
- Сергей Жигунов — Макс
- Алёна Лисовская — монашка
- Ольга Толстецкая — официантка
- Мария Антипова — кинозвезда
- Гедиминас Гирдвайнис — режиссёр
- Елена Степанова — фрачная пара

## Съёмочная группа
- Автор сценария: Алексей Рудаков при участии Елены Николаевой
- Режиссёр-постановщик: Елена Николаева
- Оператор-постановщик: Максим Осадчий
- Композитор: Юрий Потеенко
- Продюсеры: Сергей Сенин, Андрей Борцов, Владислав Семернин

## Факты
- В фильме использованы костюмы из личной коллекции Людмилы Гурченко.[источник не указан 1786 дней]
- Об откровенных сценах в фильме режиссёр говорит так:

 В своё время меня назвали мамой русской эротики. На самом деле «Сексказка» — это философская притча по мотивам Набокова. Это фильм о человеческих страстях.— Е. Николаева в интервью «Комсомольской правде», 27 июня 2006
- На съёмках фильма произошло знакомство Гурченко с её последним мужем — Сергеем Сениным, выступавшим одним из продюсеров картины. Через два года после съёмок они стали мужем и женой[3].